# Alfred zu Salm-Reifferscheidt

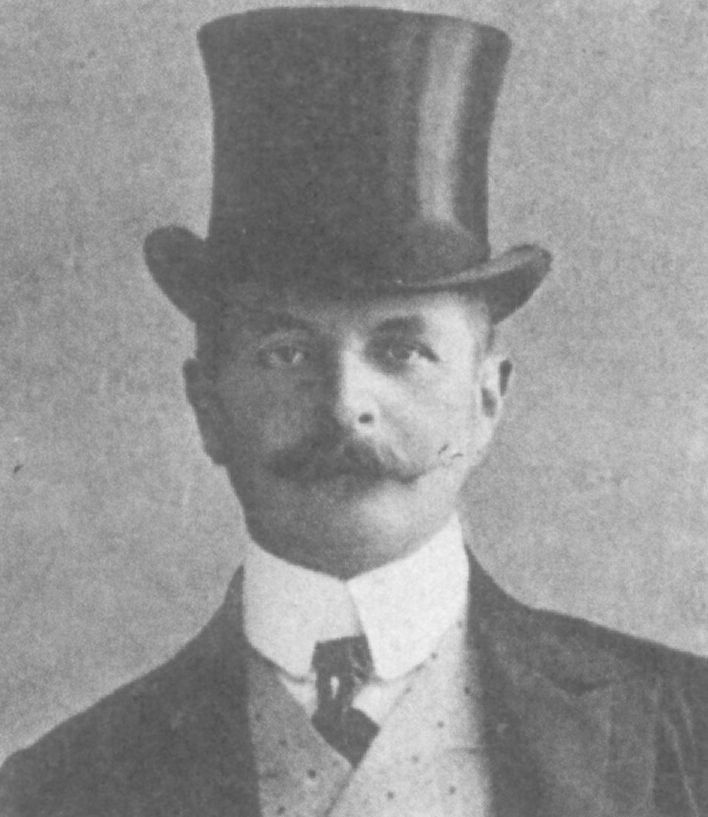
Alfred zu Salm-Reifferscheidt-Dyck als Reichstagsabgeordneter 1912

Alfred Georg Konstantin Leopold Prosper Joseph Maria Fürst zu Salm-Reifferscheidt-Krautheim und Dyck (* 23. Juni 1863 in Neucilli; † 6. Juli 1924 in Morken-Harff) war Standesherr und Mitglied des Deutschen Reichstags.

## Leben
Seine Eltern waren Leopold Karl Alois Longin Maria zu Salm-Reifferscheidt-Dyck (* 14. März 1833; † 16. Mai 1893), Fürst und Altgraf zu Salm-Reifferscheid-Krautheim und Dyck und dessen erste Ehefrau Anna von Thurn und Valsássina-Como-Vercelli Freiin zum Kreuz (* 19. September 1837; † 12. September 1864). Der Vater heiratete nach dem frühen Tod seiner ersten Frau die Gräfin Christine von Spiegel zum Desenberg-Hanxleden (* 18. Mai 1846; † 6. Februar 1935). 
Alfred zu Salm-Reifferscheidt-Krautheim und Dyck besuchte das Kollegium Kalksburg bei Wien, studierte Rechtswissenschaften, u. a. zwei Semester an der Kaiser Wilhelms-Universität Straßburg, und legte die juristischen Staatsprüfungen an der Universität Graz ab. 1893 übernahm er nach dem Tode seines Vaters die Majorats- und Familiengüter am Rhein und in Baden. Er war Mitglied des Kreistages und Kreisausschusses im Kreise Grevenbroich, Vizepräsident des deutschen Vereins vom heiligen Lande und erbliches Mitglied des Preußischen Herrenhauses.
Weiter war er charakterisierter Major (27. Januar 1912) à la suite der Armee, ausgezeichnet mit dem Roten Adlerorden I. Klasse, dem Kronenorden I. Klasse, der I. Klasse des badischen Zähringer Löwenordens, Ritter des souveränen Malteserordens, der Komtur der bayerischen Hausordens vom heiligen Georg und dem Großkreuz des Ordens vom heiligen Grabe.
Von 1912 bis 1918 war er Mitglied des Deutschen Reichstags für den Wahlkreis Aachen 4 (Düren, Jülich) und die Deutsche Zentrumspartei. Zwischen 1907 und 1912 war er Mitglied des Provinziallandtags der Rheinprovinz.
Ab 1913 war er Ehrenmitglied der katholischen Studentenverbindung KDStV Ripuaria Bonn im CV.

## Ehe und Nachkommen
Am 28. April 1898 heiratete er in Wien Marie-Dorothea Gräfin von Bellegarde (* 27. Juni 1873 in Groß Herlitz; † 1. Februar 1945 in Überlingen am Bodensee). Aus der Ehe gingen fünf Kinder hervor:
- Franz Josef (1899–1958), 6. Fürst und Altgraf von Salm-Reifferscheidt-Krautheim und Dyck,
- Maria Rudolfine Anna Wilhelmine Eusebia Josepha (1900–1915),
- Christianne (1901–1984),
- Alfred Georg Rudolf Joseph Maria (1903–1920) und
- Paula Wilhelmine Raphaele Maria Josepha (1906–1968).

### Unfalltod
Am 6. Juli 1924 fuhr der Fürst in Begleitung von Chauffeur Malinsky, Hausdame Maria Margaretha („Magit“) von der Decken (1882–1924) und den Töchtern Christianne und Paula mit dem Auto zum Schloss Harff. Am Bahnübergang Morken wurde der Wagen von einem Zug erfasst und bis vor die Bahnhofsanlage in Harf mitgerissen. Der Fürst und sein Chauffeur waren auf der Stelle tot, Magit von der Decken starb zwei Tage später im Krankenhaus Düren, Christianne wurde schwer verletzt.
Der Fürst und Magit von der Decken wurden in der Familiengruft im Nikolauskloster, Jüchen beigesetzt.